# Арарос
Арарос (стгрч. ἈραρώςἈραρώς), син Аристофана, рођен 387. пре нове ере, био је атински комични песник Средње комедије. Његова браћа Филип и Никострат такође су били комични песници. Аристофан га је први пут представио јавности као главног глумца (лицемери) у својој драми Plutus (388. пре нове ере), последњој комедији коју је изложио у своје име. Аристофан је написао још две комедије, Cocalus и Aeolosikon, које су објављене у име Арарос, вероватно врло брзо након наведеног датума. Арарос је први пут изложио у своје име 375. године.

## Дела
Суда наводи његове наредне комедије:
- Адонис (еротски субјект)
- Kaineus, по митском трансродном Кенеју (еротски субјект)
- Kampylion, назив фрагментарне комедије Еубула, такође.
- Panos Gonai, Рођење Пана
- Parthenidion, Мала девица (могућа еротска тема, такође)[3]
- Химен, опис венчања